# Envia garciai
Envia garciai is een spinnensoort uit de familie Microstigmatidae. De soort komt voor in Brazilië.